# Louisiana Red

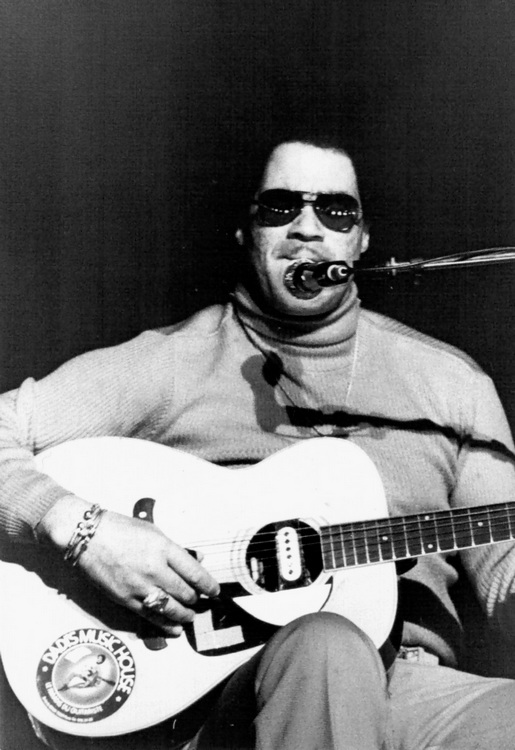
Louisiana Red 1976.

Iverson Minter, känd under artistnamnet Louisiana Red, född den 23 mars 1932 i Bessemer, Alabama, död den 25 februari 2012 i Hannover, Tyskland, var en amerikansk bluesgitarrist, -munspelare, -sångare och låtskrivare.

## Biografi
Minter förlorade båda sina föräldrar redan som barn; hans mor dog av lunginflammation kort efter att han föddes och hans far lynchades av Ku Klux Klan 1937. Därefter flyttade han runt hos olika släktingar, när han inte bodde på barnhem - han satt även i fängelse under en kort tid i sin ungdom. När han som 11-åring arbetade på bomullsfälten lärde han sig spela gitarr och, när han släppts ur fängelset cirka 1949, lärde han känna John Lee Hooker och började spela med dennes band (Hookers låt Good Rocking Red är tillägnad Minter). Han träffade Muddy Waters under ett besök i Chicago 1952 och denne tog honom med till Chess inspelningsstudio, där han spelade in en singel på etiketten Checkers som "Rocky Fuller" 1952, men hade ingen framgång. Ej heller "Playboy Fullers" singel året därpå hade någon framgång. Mot 1950-talets slut började han kalla sig "Louisiana Red" (namnet skall komma från hans förkärlek för en chilisås med detta namn). I början av 1960-talet spelade han in några singlar och 1963 släpptes hans första album.
Han var med på Montreux Jazz Festival 1975, vilket tillsammans med framträdanden på tyska Rockpalast 1976 och europaturnéerna American Folk Blues Festival (1980, 1981 och 1983), gjorde honom välkänd hos den europeiska publiken och 1981 lämnade han USA och bosatte sig i Tyskland (Hannover) för gott. Han avled i Hannover efter en stroke 2012.

## Utmärkelser
Louisiana Red tilldelades Blues Music Award/W.C. Handy Award i kategorin "Best Male Blues Artist" 1983 (och nominerades även i kategorin 1982, 2000 och 2010) av Blues Foundation. Vidare vann han i kategorin "Acoustic Blues Artist" 2010 och samma år tilldelades albumet You Got To Move segern i "Acoustic Blues Album". Därutöver har Lousiana Red nominerats till ytterligare nio utmärkelser av Blues Foundation.

## Diskografi

### Singlar
- Soon One Morning / Come on Baby, Now (1952 - Rocky Fuller)
- Gonna Play My Guitar / Sugar Cane Highway (1953 - Playboy Fuller)
- Done Woke Up / I Had A Feeling (1960)
- Red's Dream / Ride On Red, Ride On (1962)
- Red's Dream (okänt utgivningsår, återutgavs 1963 - på andra sidan Wilbert Harrison Kansas City)
- Keep Your Hands Off My Woman / Don't Cry (1964)
- I'm Too Poor To Die / Sugar Hips (1964)
- Who 'Dat'? (Tell Me Mama) / Little Girl, Take Your Time (1967)
- Let The Gros Beck Sing / Love Won't Let Me Be Strong (1983)

### Album
- Seventh Son (1963)
- Lowdown Back Porch Blues (1963)
- Shouts the Blues (1970)
- Sings the Blues (1972)
- Lonesome Road  (1974)
- Sweet Blood Call (1975)
- Dead Stray Dog (1976)
- Live and Well (1976)
- Red, Funk, and Blue  (1978 - med Sugar Blue)
- King Bee (1978 - med Sugar Blue)
- New York Blues! (1979)
- Reality Blues (1979)
- High Voltage (1980)
- Blues for Ida B. (1982)
- Midnight Rambler (1982)
- Boy from Black Bayou (1983)
- Anti Nuclear Blues (1983)
- Blues Classics (1983)
- Blues from the Heart (1983)
- Back to the Roots (1984)
- High Voltage Blues (1984 - med Sugar Blue)
- My Life (1984)
- Bluesman (1984).
- Back to the Road again (1984)
- World on Fire (1985)
- Back to the Roots, (1987)
- Hot Sauce (1989)
- Louisiana Red  (1990)
- Pretty Woman (1991)
- Ashland Avenue Blues (1992)
- Last Mohican off the Blues (1992)
- Brothers in Blues (1993)
- Louisiana Red Live at 55 (1994 - med Stormy Monday Bluesband och Carey Bell)
- Always played the Blues (1994)
- Sittin here Wonderin (1995)
- The Best of Louisiana Red (1995)
- Sugar Hips (1995)
- I hear the train coming (1997)
- Walked all night long (1997)
- Sings Deep Blues (1997)
- Over My Head (1997)
- The Winter and Summer Sessions (1998)
- Rip Off Blues (1998)
- The Blues Spectrum of Louisiana Red (1998 - med Sugar Blue)
- Millennium Blues (1999)
- Driftin (2001)
- Live at Montreux 75 (2001)
- A Different Shade of Red (The Woodstock Sessions) (2002)
- Bad Case of the Blues (2004)
- No Turn on Red (2005)
- Live at Painted Sky (2008)
- Back to the Black Bayou (2008 - med Little Victor & Kim Wilson)
- You got to Move  (2009 - med David Maxwell)
- Memphis Mojo  (2011 - med bland andra David Maxwell, Bob Corritore)
- When my mama was living (2012 - med Lefty Dizz och Peg Leg Sam)